# Języki bantu E
Języki bantu E – grupa geograficzna języków bantu z wielkiej rodziny języków nigero-kongijskich. Swoim zasięgiem obejmuje Kenię i Tanzanię.

## Klasyfikacja
Poniżej przedstawiono klasyfikację języków bantu E według Guthriego zaktualizowaną przez J.F. Maho. Ponadto, Maho do listy Guthriego dodał nowe języki, dialekty oraz języki pidżynowe i kreolskie.
Klasyfikacja Ethnologue bazuje na klasyfikacji Guthriego, jednak odbiega od niej znacznie, m.in. stosuje inny kod – trzyliterowy oparty na ISO 639 i inaczej grupuje języki.

### E40Języki temi
E401-E45 zob. JE40
E46 temi – ketemi, „sonjo”

### E50Języki kikuyu-kamba
E51 kikuyu – gikuyu
E52 embu
E53 mero – meru
E531 mwimbi-muthambi
E54 tharaka
E541 cuka – chuka
E55 kamba
E56 daisu – „se(n)geju”

### E60Języki czhaga
E61 zob. E621
E62a zob. E621, E622
E62b zob. E622
E62c zob. E623
E621 język chaga – zachodni kilimandżaro
E621A (dawn. E61) rwa – rwo, meru
E621B (dawn. E62a) mashami – „hai”
E621C siha
E621D kiwoso, włączając kindi, kombo i mweka
E621E masama
E621F ng’uni
E622 chaga – środkowy kilimandżaro
E622A (dawn. E62a) mochi
E622B mbokomu
E622C (dawn. E62b) wuunjo – kivunjo-chaga, włączając kiruwa, kilema, mamba, morang’u (marangu) i mwika
E622D uru
E623 (dawn. E62c) rombo
E623A useri – kiseri
E623B mashati
E623C mkuu
E623D keni
E63 arusha-chini – „rusha”, „kuma”
E64 kahe
E65 gweno

### E70Języki nyika-taita
E701 elwana – mala(n)kote
E71 pokomo – pfokomo
E71A górny pokomo
E71B dolny pokomo – malachini
E72 nyika – północny mijikenda
E72a giryama
E72b kauma
E72c conyi
E72d duruma
E72e rabai
E72F jibana
E72G kambe
E72H ribe
E73-732 południowy mijikenda
E73 digo
E731 segeju  ?†
E732 degere
E74 taita
E74a (dawn. G21) dabida – taveta, „tubeta”
E74b zob. E741
E74C kasigau
E741 (dawn. E74b) sagala